# Astragalus mongolicus
Astragalus mongolicus är en ärtväxtart som beskrevs av Aleksandr Andrejevitj Bunge. Astragalus mongolicus ingår i släktet vedlar, och familjen ärtväxter. Inga underarter finns listade i Catalogue of Life.

## Bilder

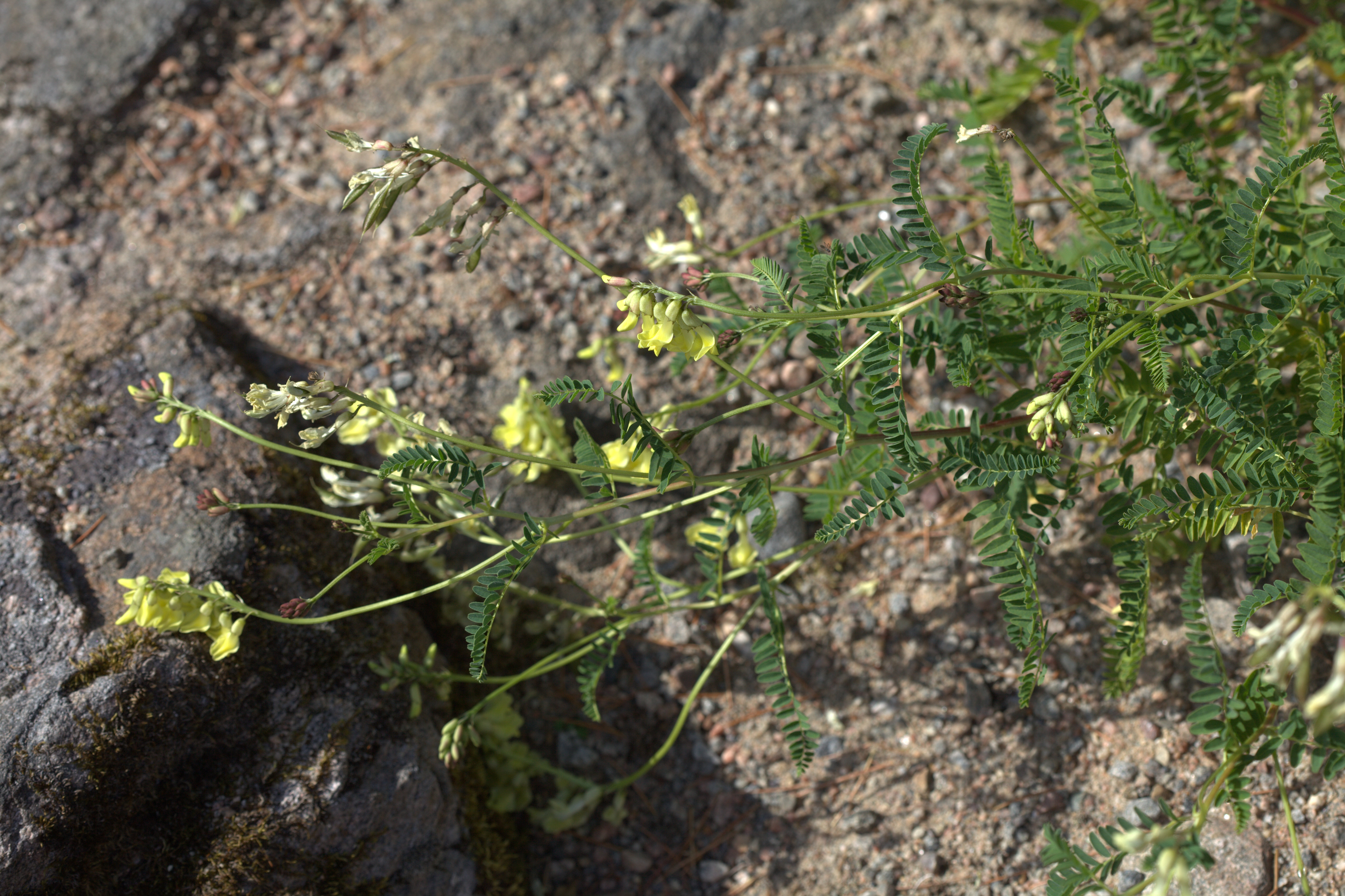
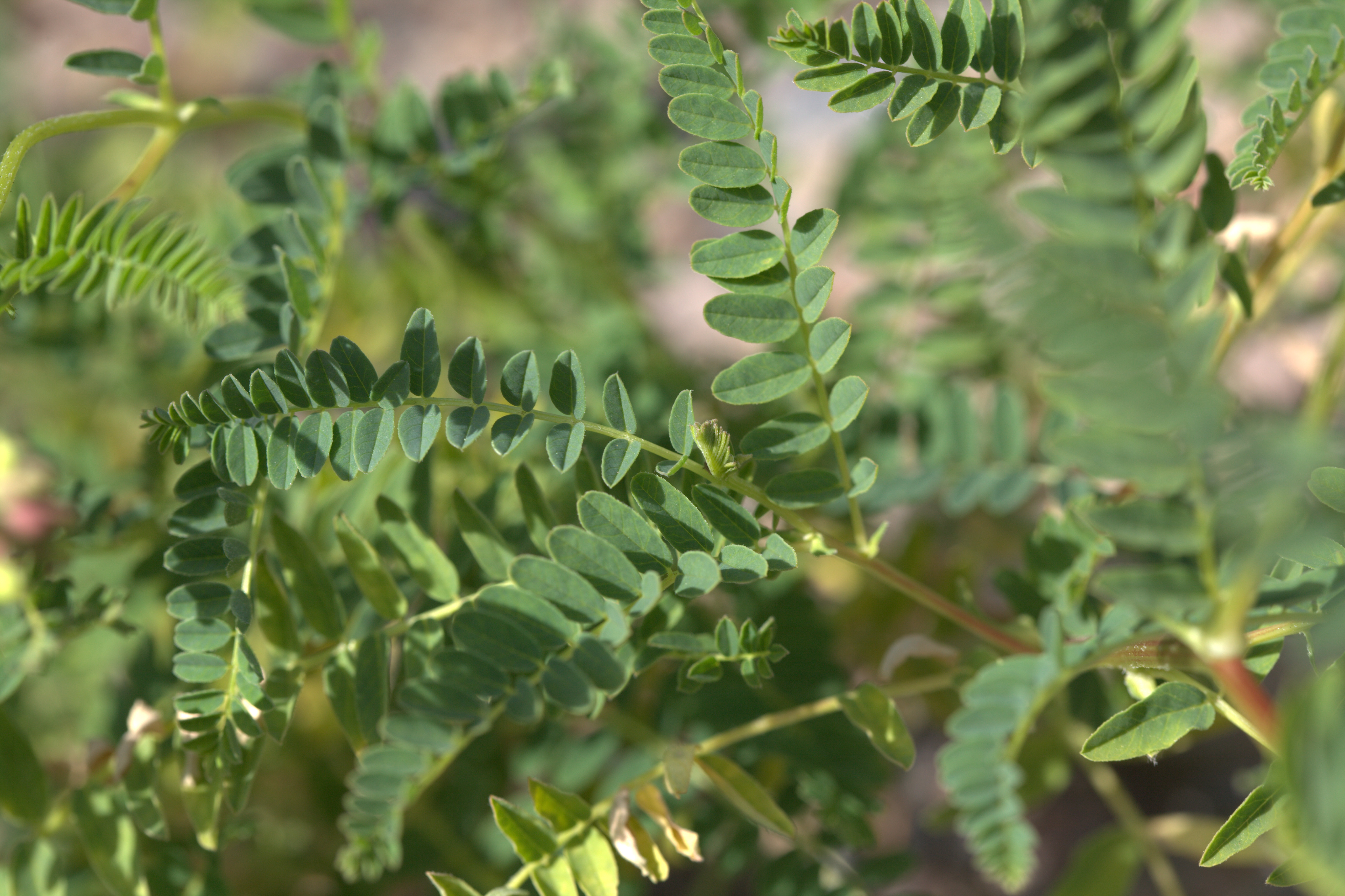
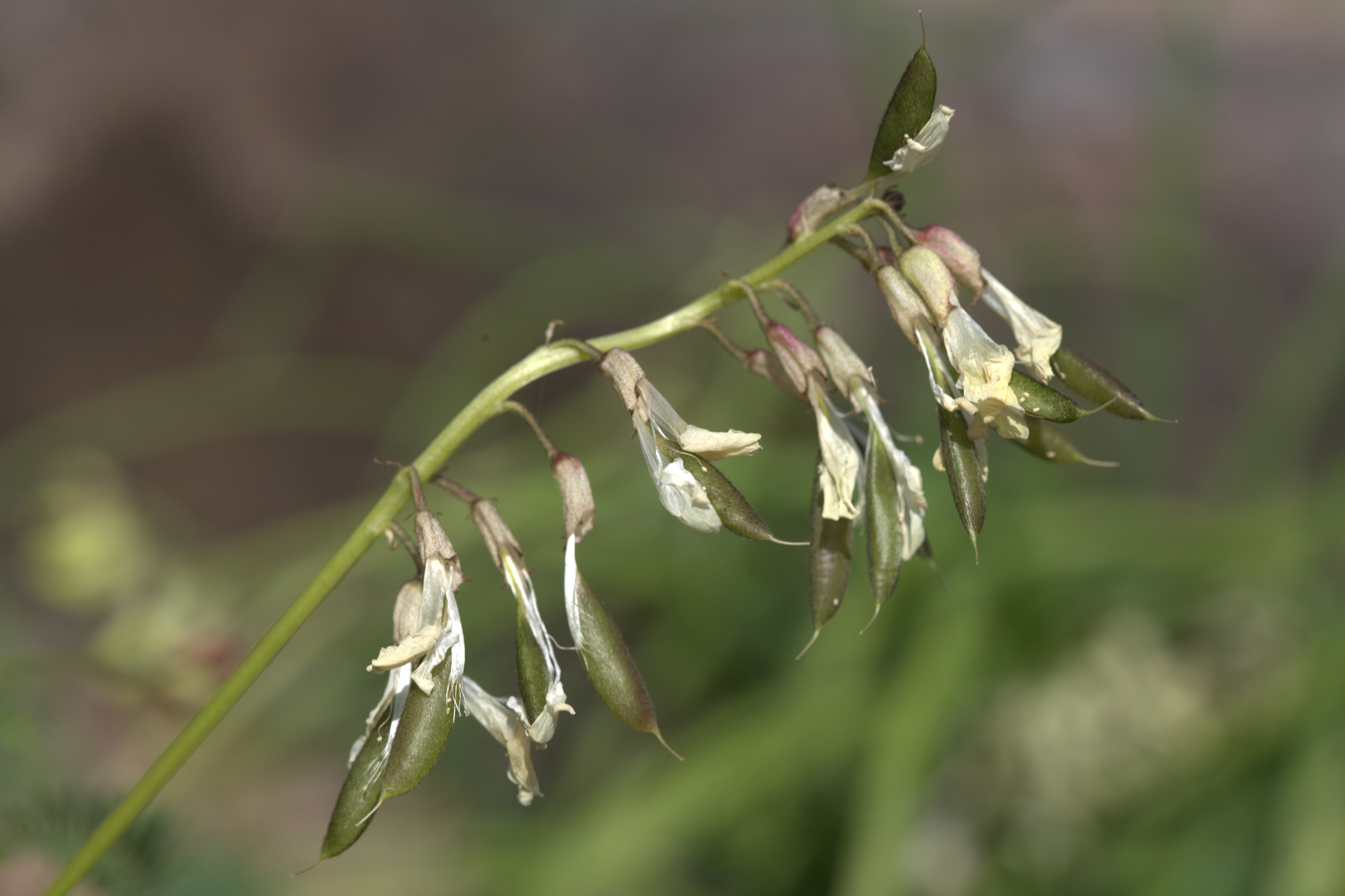